# Gideon Levy

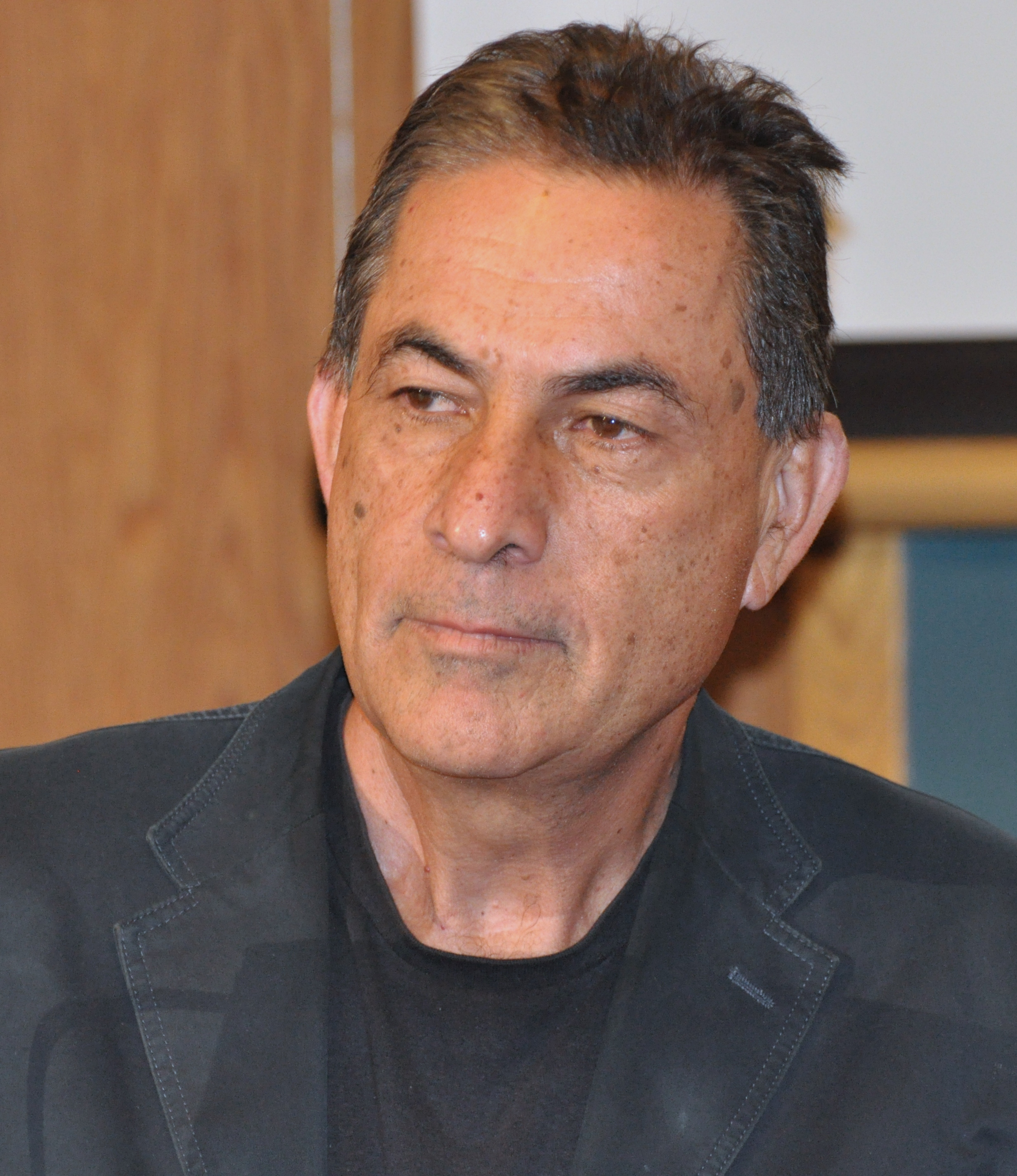
Gideon Levy, 2011

Gideon Levy (hebräisch גדעון לוי; * 1953 in Tel Aviv) ist ein israelischer Journalist und Mitglied des Herausgeberkreises der Tageszeitung Haaretz.

## Leben
Sein Vater Heinz Loewy floh 1939 vor den Nationalsozialisten aus dem Sudetenland mit einem Schiff übers Mittelmeer und landete als Flüchtling illegal bei Tel Aviv. Gideon Levy diente ab 1974 in den israelischen Streitkräften (IDF) als Reporter für den Armeesender Galei Zahal. Er studierte Politikwissenschaft in Tel Aviv und war 1978–1982 Mitarbeiter von Schimon Peres. 
Ab 1982 schrieb er für die Tageszeitung Haaretz, in der er seit 1988 die Kolumne Twilight Zone über die Lebensverhältnisse der Palästinenser in den von Israel besetzten Gebieten veröffentlicht. 2004 erschien eine Auswahl der Kolumnen in Buchform unter dem Titel Twilight Zone – Life and Death under the Israeli Occupation (in deutscher Übersetzung: Schrei, geliebtes Land, 2005). In den 1990er Jahren dokumentierte er in einer Rundfunkserie die Lage der Juden in Russland nach dem Zerfall der Sowjetunion.
Levys Reportagen über die Lebensbedingungen in den Palästinensergebieten führten zu wiederholten Morddrohungen und persönlichen Angriffen. 2002 feuerte ein israelischer Soldat ohne Vorwarnung auf ein Taxi, in dem Levy unterwegs war. Die Schüsse trafen die Windschutzscheibe in Kopfhöhe; Levy überlebte nur, weil das Fahrzeug gepanzert war. Israels Verteidigungsminister Ben-Eliezer entschuldigte sich anschließend persönlich bei Levy für den Zwischenfall.

## Positionen
Levys politische Positionen entsprachen ursprünglich denen des liberalen Mainstreams in Israel. Wie er dem irischen Journalisten David Cronin 2010 in einem Interview berichtete, ändert sich seine Einstellung im Zuge seiner jahrzehntelangen Berichterstattung über das Westjordanland allmählich, als er merkte, dass das, was er anfangs als Ausnahmefälle interpretiert hatte – von Siedlern zerstörte Olivenhaine, Drangsalierung palästinensischer Frauen an Kontrollpunkten – in Wirklichkeit ein wesentlicher Teil der israelischen Regierungspolitik war. Seine Einstellung zum Zionismus beschrieb Levy 2010 in Interviews als ambivalent: Er sei insofern Antizionist, als er die dem Zionismus eigene Überzeugung ablehne, dass Juden in Palästina mehr Rechte hätten als irgendjemand anderes; andererseits teile er den ebenfalls zionistischen Glauben, dass das jüdische Volk das Recht habe, in Palästina Seite an Seite mit den Palästinensern in einem demokratischen Staat zu leben, verbunden mit dem Bemühen um eine Wiedergutmachung der 1948 von den Palästinensern erlittenen Tragödie. Die „moderaten Zionisten“ wie etwa die der Bürgerrechtspartei Meretz und der Friedensbewegung „Schalom Achschaw“ lehne er jedoch ab, da sie gegen die für eine Friedenslösung unverzichtbare Aufarbeitung von 1948 seien. Im Vergleich zu den israelischen Linken seien die Rechten ehrlicher.
Ebenfalls im Jahr 2010 erklärte Levy in einem Interview mit dem Independent, Israel sei keine Demokratie, da israelische Araber diskriminiert und Palästinenser in den besetzten Gebieten ohne jegliche Bürger- und Menschenrechte leben würden. Friedensverhandlungen, während gleichzeitig immer mehr illegale Siedlungen im Westjordanland gebaut würden, hielt Levy für ein Täuschungsmanöver, um Israel vor internationalem Druck zu schützen. Nur Druck von den USA wäre seiner Meinung nach wirklich in der Lage, die Verhältnisse zu ändern, doch es sei nicht sehr wahrscheinlich, dass es zu solchem Druck kommen würde.
Levy hat sich für ein begrenztes, symbolisches Recht der Palästinenser auf Rückkehr in das israelische Gebiet ausgesprochen. Ein volles Recht auf Rückkehr würde seiner Meinung nach neues Unrecht schaffen.
2015 beklagte Levy in Haaretz, Israel und der Zionismus seien von religiösen Ultranationalisten übernommen worden. Ebenfalls in Haaretz reagierte er 2017 auf kontroverse Äußerungen der israelischen Justizministerin Ajelet Schaked zum Verhältnis von Zionismus und allgemeinen Grundrechten mit der Feststellung, sie habe nun in ehrlichen Worten klargestellt, dass der Zionismus den Menschenrechten widerspreche und „tatsächlich eine ultranationalistische, kolonialistische und vielleicht sogar rassistische Bewegung“ sei.
In einem Beitrag für die Blätter für deutsche und internationale Politik im Jahr 2015 fasste Levy seine Sichtweise der politischen Situation Israels so zusammen: „Und so sieht sie aus, die Wahrheit: Die Zwei-Staaten-Lösung ist tot (sie hat ohnehin nie das Licht des Tages erblickt); den Palästinenserstaat wird es nicht geben; das Völkerrecht gilt für Israel nicht; Besatzung wird weiterhin schleichend, aber beschleunigt in Annexion übergehen, die rasch zum Apartheid-Staat führen wird; ‚jüdisch‘ schlägt ‚demokratisch‘; Nationalismus und Rassismus werden sich regierungsamtlicher Beglaubigung erfreuen – auch wenn es sie schon seit langem gibt.“
2022 warf er der „zionistischen Linken“ Israels und namentlich seinem früheren Förderer Schimon Peres vor, für mehr jüdische Siedlungen im Westjordanland verantwortlich zu sein als Benjamin Netanjahu. Die linken und liberalen Israelis und der von ihnen dominierte Oberste Gerichtshof wasche regelmäßig alle Verbrechen der israelischen Besatzungstruppen rein. Ferner schlug Levy zu diesem Zeitpunkt der internationalen Gemeinschaft vor, Israel aus dem weltweiten Zahlungs-Informationssystem SWIFT auszuschließen, um wirksamen Druck auf die israelische Besatzungspolitik auszuüben. Zur Rolle Deutschlands im Nahost-Konflikt sagte Levy 2022, Deutschland solle Israel als guter Freund auch kritisieren, denn Deutschland trage nicht nur eine Verantwortung für die Juden, sondern auch eine indirekte Verantwortung für das Schicksal der Palästinenser: „Wir alle wissen, dass es die Nakba ohne den Holocaust in der Form nicht gegeben hätte. Mein Vater wäre nie hierher gekommen, wäre Hitler in Deutschland nicht an die Macht gekommen. Er konnte nirgends anders hin. Israel war seine Rettung. Das war fantastisch. Aber es ging auch aufs Konto der Menschen, die vorher hier lebten.“
2024 warf Levy Israel „moralische Blindheit“ für die Wirkungen der militärischen Besatzung der palästinensischen Gebiete vor. Israelis würden die Augen vor der Realität verschließen, und das Ergebnis sei Blindheit. „Und dank der Schutzmauern ringsum sieht man nicht, was man tut.“

## Kontroversen
Die beständige Kritik Levys an der Politik des Staates Israel und deren Unterstützung durch die Mehrheit der israelischen Gesellschaft hat zu Kontroversen in Israel geführt; Kommentatoren haben Levy Einseitigkeit, Übertreibung und Extremismus vorgeworfen. 
2014 kritisierte Levy in einem Meinungsartikel der Zeitung Haaretz die Militäroperation Israels Operation Protective Edge im Gazastreifen. Er bezweifelte laut taz, dass „die Piloten sich ihrer Taten bewusst seien, wenn sie aus Kampfjets auf Joysticks rumdrückten und nicht sähen, wie durch ihre Raketen Kinder ums Leben kommen“. Nach diesem Beitrag kündigten tausend Leser ihr Abonnement der Zeitung. Der Herausgeber, Amos Schoken, sagte, Levy habe mit seinem Kommentar viele Israelis persönlich getroffen. Nach Erscheinen seines Kommentars musste Levy bis zum Ende der Militäroperation auf Personenschutz zurückgreifen. Der israelische Likud-Politiker Yariv Levin forderte, Levy wegen Hochverrats vor Gericht zu bringen – ein Verbrechen, auf das in Kriegszeiten die Todesstrafe steht. „Levy schreibt die Lügen des Feindes in einer israelischen Zeitung, und dann werden diese Artikel in der ganzen Welt zitiert, als ob sie von Israelis geschrieben worden wären und als ob sie eine als objektiv zu wertende Realität widerspiegeln würden“, sagte Levin. Levy selbst berichtete 2024 in einem Interview mit Politico über die Episode.
Ein Vortrag Levys im Mai 2017 in München zum Thema „50 Jahre Besatzung“ wurde von Protesten begleitet, die ein Verbot der Veranstaltung forderten. Levy wurde Nähe zur BDS-Kampagne vorgeworfen. Ein solches Verbot des Vortrags wurde von der Stadtverwaltung auch erwogen, mangels damals noch fehlender rechtlicher Grundlage jedoch nicht ausgesprochen, solange nicht zum Boykott Israels aufgerufen werde.

## Schriften
- Schrei, geliebtes Land: Leben und Tod unter israelischer Besatzung. Melzer Verlag, Neu-Isenburg 2005, ISBN 978-3-937389-56-1.
- The punishment of Gaza. Verso, London und New York 2010, ISBN 978-1-84467-601-9.

## Ehrungen
- 1996: Emil-Grünzweig-Menschenrechtspreis der Vereinigung für Bürgerrechte in Israel (ACRI)[24]
- 1997: Preis der Vereinigung der Journalisten Israels (Israeli Journalists’ Union)[25]
- 2003: Preis für die Freiheit und Zukunft der Medien der Medienstiftung der Sparkasse Leipzig
- 2008: Euro-Med-Journalistenpreis der Anna-Lindh-Stiftung[26]
- 2012: Peace Through Media Award der Next Century Foundation[27]
- 2015: Olof-Palme-Preis der Olof-Palme-Stiftung, für seinen „Kampf gegen Besatzung und Gewalt“[28]
- 2020: Ari-Rath-Ehrenpreis für kritischen Journalismus des Bruno-Kreisky-Forums[29]
- 2021: Sokolow-Preis der Stadt Tel Aviv[14]